# Памятник Вернадскому
Памятник Вернадскому — монумент в Киеве, в честь выдающегося русского, украинского и советского учёного, первого президента Академии наук Украинской ССР Владимира Ивановича Вернадского. Открыт в 118-ю годовщину со дня рождения академика 12 марта 1981 года в Академгородке в месте соединения проспекта Победы и названного его именем бульвара.

## Описание
Фигура Вернадского выполнена из монолитной глыбы красного гранита: учёный сидит в кресле и держит в левой руке обломок минерала; его взгляд сосредоточен. Скульптура установлена на кубическом пьедестале и невысоком стилобате. Высота памятника более 6 м: самой скульптуры — 4,5 м, пьедестала — 2,0 м, стилобата — 0,4 м.